# Władysław Stańczak
Władysław Stańczak (ur. 11 sierpnia 1901 w Gołębiu, zm. 6 listopada 1967 w Biłgoraju) – polski duchowny katolicki, członek ruchu oporu podczas II wojny światowej, ofiara represji komunistycznych w PRL.

## Życiorys
Kształcił się m.in. w Radomiu i Lublinie, gdzie w 1923 roku zdał maturę w Państwowym Gimnazjum im. Stanisława Staszica. W międzyczasie, podczas wojny polsko-bolszewickiej w 1920 roku służył w 23 Pułku Piechoty. W latach 1923–1927 studiował w  Seminarium Duchownym w Lublinie, którą to naukę zakończył święceniami kapłańskimi w dniu 19 czerwca 1927 roku. Następnie pracował jako wikary w parafiach w Piaskach (1927–1929), Zamościu (Kolegiata) (1929–1930), Józefowie k. Biłgoraja (1930) oraz Chełmie (Parafia Rozesłania św. Apostołów). W 1933 roku został proboszczem parafii Wszystkich Świętych w Depułtyczach.
Po wybuchu II wojny światowej ks. Stańczak był dwukrotnie – od listopada 1939 roku do marca 1940 roku oraz od października do grudnia 1940 roku – aresztowany przez Niemców za niewywiązywanie się z kontyngentu i osadzony na Zamku Lubelskim. W styczniu 1941 roku został zmuszony do opuszczenia parafii w Depułtyczach; został wówczas mianowany wikarym w parafii św. Andrzeja Apostoła w Borowie. Tereny te były miejscem aktywnej działalności Narodowej Organizacji Wojskowej, a następnie Narodowych Sił Zbrojnych, których oddział „Aleksandrówka” działał w oparciu o folwark Borów. Plebania tutejszej parafii stała się jednym z punktów narad organizacyjnych dowództwa NSZ, a ks. Stańczak nawiązał kontakty z dowódcami miejscowych oddziałów: kpt. Andrzejem Kuczborskim ps „Wojciech”, por. Kazimierzem Wybranowskim ps. „Kret”, kpt. Henrykiem Figuro-Podhorskim ps. „Step” oraz mjr Leonardem Zub-Zdanowiczem ps. „Ząb”. Żołnierze NSZ uczestniczyli w mszach i nabożeństwach odprawianych w borowskim kościele, zaś ks. Stańczak bywał w obozie partyzanckim, gdzie odprawiał msze polowe i wygłaszał pogadanki. W listopadzie 1943 roku poświęcił sztandar 1 Pułku Legii Nadwiślańskiej Ziemi Lubelskiej NSZ.
Wcześniej, na początku lipca 1943 aresztowano go – wraz z mieszkańcami okolicznych wiosek – podczas łapanki zorganizowanej przez Niemców. Był przetrzymywany w Budzyniu oraz Lublinie, na wolność wyszedł po ok. trzech tygodniach. Natomiast w dniu 2 lutego 1944 roku przeżył pacyfikację wsi Borów, Łążek Zaklikowski, Wólka Szczecka i Szczecyn, w której zginął m.in. proboszcz borowskiej parafii ks. Stanisław Skulimowski. Ks. Stańczak zamieszkał wówczas we wsi Janiszów, gdzie odprawiał msze w tamtejszej remizie. Zagrożony aresztowaniem, musiał opuścić teren parafii. Powrócił w lipcu 1944 roku, po wyparciu Niemców z tych terenów przez oddziały Armii Czerwonej.
W styczniu 1945 roku powrócił do Borowa, gdzie wraz z parafianami rozpoczął starania o odnowienie kościoła. W dniu 5 grudnia 1952 roku został aresztowany przez funkcjonariuszy Wojewódzkiego Urzędu Bezpieczeństwa w Lublinie. Był oskarżony w procesie „morderców z Borowa”, który toczył się od 28 października do 5 listopada 1953 roku przed Sądem Wojewódzkim w Lublinie. Wraz z ks. Stańczakiem na ławie oskarżonych zasiedli członkowie NSZ: por. Kazimierz Wybranowski, Leon Cybulski, Ryszard Ławraszczuk i Jan Wtykło. Został on skazany na 6 lat więzienia oraz utratę praw publicznych i obywatelskich praw honorowych na 4 lata. W sprawie jego zwolnienia z więzienia w 1955 roku interweniowali: bp Piotr Kałwa i kanclerz Kurii Diecezjalnej w Lublinie Piotr Stopniak. Interwencje te odniosły skutek, ponieważ w listopadzie 1955 roku, ze względu na stan zdrowia, ks. Stańczak wyszedł na wolność. Po zwolnieniu przebywał jako rezydent w parafii św. Jana Nepomucena i Matki Bożej Szkaplerznej we Frampolu (1955–1956). Od listopada 1956 roku został administratorem parafii św. Katarzyny w Czernięcinie, a od 1957 roku administrował parafią św. Michała Archanioła w Soli k. Biłgoraja. Wówczas to był czterokrotnie karany grzywną (od 500 do 1550 zł) przez Komendę Powiatową Milicji Obywatelskiej w Biłgoraju, m.in. za nielegalną zbiórkę pieniędzy i materiałów budowlanych na odbudowę i elektryfikację budynków parafialnych oraz kościoła oraz za zorganizowanie nielegalnego zgromadzenia. Służba Bezpieczeństwa inwigilowała również jego korespondencję z bratem, ks. Witoldem Stańczakiem, proboszczem parafii św. Jana Chrzciciela w Szczecinie.
Zmarł w szpitalu w Biłgoraju. Pierwotnie został pochowany na cmentarzu parafialnym w Soli. W latach 90. XX wieku ciało ekshumowano i przeniesiono do rodzinnego grobowca w Szczecinie.